# Łarisa Cagarajewa
Łarisa Wiktorowna Cagarajewa (ros. Лариса Викторовна Цагараева, ur. 4 października 1958 w Ordżonikidze) – rosyjska florecistka reprezentująca ZSRR, srebrna medalistka olimpijska i dwukrotna medalistka mistrzostw świata.
Na igrzyskach olimpijskich w Moskwie w 1980 roku reprezentacja ZSRR w składzie: Walentina Sidorowa, Naila Gilazowa, Jelena Biełowa, Irina Uszakowa i Łarisa Cagarajewa zdobyła drużynowo srebrny medal. W rywalizacji indywidualnej nie startowała. Był to jej jedyny występ olimpijski.
Podczas mistrzostw świata w Hamburgu w 1978 roku wspólnie z Olgą Kniaziewą, Walentiną Sidorową, Nailą Gilazową i Jeleną Biełową wywalczyła złoty medal w turnieju drużynowym. W tej samej konkurencji zdobyła także złoty medal na mistrzostwach świata w Clermont-Ferrand (1981).